# Олимпийский комитет Швеции
Олимпийский комитет Швеции (швед. Sveriges Olympiska Kommitté, SOK) — организация, представляющая Королевство Швеция в международном олимпийском движении, шведский национальный олимпийский комитет (НОК). 
Осуществляет деятельность по развитию спорта в Швеции.
Штаб-квартира расположена в Стокгольме. Является членом Международного олимпийского комитета (МОК), организации Европейских олимпийских комитетов (ЕОК) и прочих международных спортивных организаций.
Комитет основан и зарегистрирован в МОК в 1913 году.

## История
Олимпийский комитет Швеции был основан 27 апреля 1913 года и был зарегистрирован в Международном олимпийском комитете в том же году.
Швеция впервые выступила на Олимпийских играх в 1896 году и с тех пор не пропускала ни одной Олимпиады, за исключением летних Олимпийских игр в Сент-Луисе.
Швеция была удостоена права проведения летней Олимпиады в 1912 году в Стокгольме.

## Председатель Олимпийского комитета Швеции
Олимпийский комитет Швеции возглавляли:
| председатель          | период       |
| --------------------- | ------------ |
| Густав VI Адольф      | 1913–1933    |
| Оскар Густав Адольф   | 1933–1947    |
| Бертиль               | 1947–1997    |
| Карл-Густав Андерберг | 1997–2000    |
| Стефан Линдеберг      | 2000–2016    |
| Ханс Вестберг         | 2016–2018    |
| Матс Орьес            | 2018—2023    |
| Ханс фон Утманн       | 2023 — н. в. |

## Исполнительный совет Олимпийского комитета Швеции
Членами Исполнительного совета Олимпийского комитета Швеции являются:
- Председатель (президент): Ханс фон Утманн[швед.]
- Заместители председателя (вице-президенты): Андерс Ларссон, Малин Эггертц Форсмарк
- Генеральный секретарь: Оса Эдлунд Йёнссон
- Члены МОК: Гунилла Линдберг, Фрида Хансдоттер
- Члены: Карина Ульссон, Эва-Лена Карлссон, Олле Далин, Фредрик Рапп, Петра Сёрлинг, Стефан Рам